# گرترود مک‌کوی
گرترود مک‌کوی (انگلیسی: Gertrude McCoy؛ ۳۰ ژوئن ۱۸۹۰ – ۱۷ ژوئیهٔ ۱۹۶۷) یک هنرپیشه اهل ایالات متحده آمریکا بود.

## فیلم‌شناسی
از فیلم‌ها یا برنامه‌های تلویزیونی که وی در آن نقش داشته است می‌توان به همیشه به همسر خود بگویید اشاره کرد.